# 식부궁
식부 궁(息夫躬, ? ~ 기원전 1년)은 전한 말기의 관료로, 자는 자미(子微)이며 하내군 하양현(河陽縣) 사람이다.

## 가계[1]
규성(嬀姓)의 나라에 식(息)씨가 있었는데, 공자 변(邊)이 작위를 받아 대부(大夫)가 되면서 '식부'를 씨로 삼았다.

## 생애

### 출세
젊어서 박사(博士)의 제자가 되어 《춘추》를 익혔다. 용모가 건장하고 수려하여 사람들이 비범하게 여겼다.
애제가 즉위하였을 때, 식부궁은 애제의 장인인 부안이 자신과 같은 군 출신인 것을 계기로 교우하였다. 또 장안 사람 손총(孫寵)이 유세로 명성을 떨쳤는데, 여남태수를 지내다가 파면되었을 때 식부궁과 친교를 맺어 함께 애제의 부름을 받았다.
당시 애제는 병을 앓고 있었고, 중산효왕의 태후가 저주를 걸었다는 보고가 있었으나 진위는 불분명하였다. 또한 무염현(無鹽縣)에서 돌이 홀로 똑바로 선 사건이 있었다. 식부궁과 손총은 애제의 건강이 나쁜 이유는 제후가 음모를 꾸미기 때문이며, 애제를 시해할 계획도 짜고 있다고 생각하여 이를 상주하면 포상으로 열후에 봉해질 것이라고 여겼다. 때문에 둘은 동평양왕이 애제를 저주하였다고 일러바쳤다.
애제는 이 일을 조사하였고, 동평양왕은 죄를 받게 되었다. 곧 손총은 남양태수에, 식부궁은 광록대부(光祿大夫) 및 좌조(左曹)·급사중(給事中)에 임명되었다. 애제는 당시 시중(侍中) 동현을 총애하여 그를 열후에 봉하고 싶어하였으며, 또한 식부궁 등의 상주를 전달한 것이 동현이었음을 이유로 하여 셋을 모두 열후에 봉하였다. 이 일로 식부궁은 의릉후(宜陵侯)에, 손총은 방양후(方陽侯)에 봉해졌다.
그러나 승상 왕가는 본디 동평양왕의 사건에 의심을 품고 있었다. 왕가는 애제가 동현을 지나치게 총애함과 식부궁 등이 간사한 인물이라는 것을 상주하였으나, 이 일로 죄를 받았다.

### 독선적 행동
식부궁은 애제의 신임을 받아 거리낌 없이 자신의 의견을 내뱉었기 때문에, 사람들은 그의 발언을 두려워하였다. 식부궁은 승상 왕가·어사대부 가연·좌장군 공손록·사례교위 포선 등을 참소하였다. 또한 수로를 파 부국강병을 행할 것을 설파하고, 사신에게 명하여 장안성에 수로를 파 수운에 이용하려 하였으나 반대에 부딪혀 그만두었다.
애제가 동현을 총애함이 나날이 더해가자 외척 정(丁)씨·부(傅)씨는 이를 불쾌히 여겼고, 부안은 식부궁과 모의하여 지위를 얻으려 하였다. 식부궁은 흉노의 선우를 속여 오손과 흉노를 이간할 것을 제안함과 동시에, 천문으로 병란이 일어날 조짐이 발견됨을 근거로 대장군을 변경에 보내 군의 기강을 엄중히 하여 이민족을 진무할 것을 주청하였다. 공손록과 왕가는 반대하였으나 애제는 듣지 않았고, 부안을 대사마위장군에, 정명을 대사마표기장군에 임명하였다.

### 몰락
그러나 임명한 그날에 일식이 일어났고, 동현이 이를 비판하자 애제는 부안의 임명을 취소하였다. 공손록과 왕가는 식부궁의 죄를 상주하였고, 애제는 식부궁 등을 미워하여 식부궁과 손총을 파면하였다.
봉지에 간 식부궁은 조정의 정치를 비웃었고, 천문을 보고는 천자의 길흉을 판단하여 저주를 퍼부었다. 이 일은 곧 애제의 귀에 들었갔고, 애제는 시어사(侍御史)와 정위감(廷尉監)을 보내 그를 체포하여 낙양에서 문초하였다. 식부궁은 고문을 받으려던 찰나에 하늘을 우러러 소리치더니 쓰러졌고, 코와 귀에서 피를 흘리더니 얼마 후 죽었다.
식부궁과 함께 일을 도모하여 하옥된 자가 백여 명이었다. 어미 성(聖)은 부엌신에게 황제를 저주한 죄로 기시되었고, 아내 충한(充漢)을 비롯한 가솔들은 합포에 유배되었으며, 일족 중 친한 사이였던 자는 파면되었다.

### 저서
《식부궁집》(息夫躬集) 1권 혹은 5권 이 있으나, 현전하지 않는다.